# 西贝柳斯国际小提琴比赛

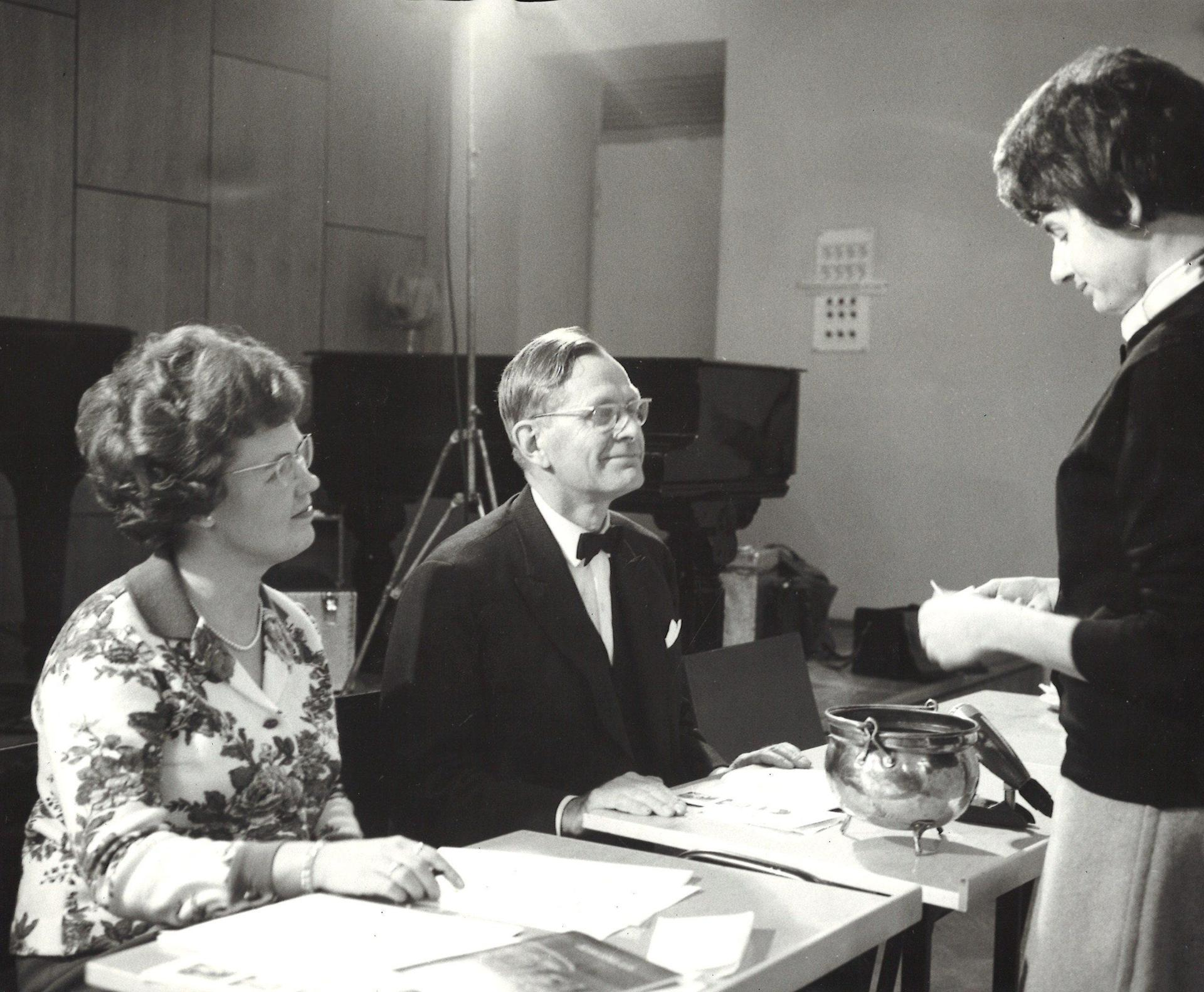
1965年的老照片

让·西贝柳斯国际小提琴比赛（芬蘭語：Kansainvälinen Jean Sibelius -viulukilpailu）是一项面向30岁以下小提琴家的国际性赛事，每隔5年在芬兰首都赫尔辛基举办。它以芬兰著名钢琴家西贝柳斯命名。

## 历史
第一届西贝柳斯国际小提琴比赛在1965年举办。1965年是西贝柳斯逝世八周年，也是诞辰一百周年。活动的承办者是西贝柳斯协会和西贝柳斯音乐学院。此后，比赛每隔五年举办一次，时间通常在11月底至12月初。
1980年11月，中国在文化大革命后首次派团出国参加重大国际艺术比赛一一芬兰西贝柳斯国际小提琴比赛。时年18岁的胡坤获得了第五名的好成绩。1990年，金辉获第八名。

## 比赛概要
比赛共分三轮进行。第一轮通常考查巴赫的小提琴独奏曲目，莫扎特的小提琴协奏曲和帕格尼尼随想曲。巴赫的曲目考验选手的基本功，莫扎特的曲目考验对风格的理解，帕格尼尼则是衡量技术与能力。第一轮基本会刷下一半的人。第二轮又被称为半决赛，涵盖小提琴钢琴奏鸣曲目，西贝柳斯的作品等。决赛则要求演奏西贝柳斯的D小调小提琴协奏曲Op.47，以及选定的一首小提琴协奏曲。
2005年的第九届比赛前，主办方共收到175份申请书，其中58份获得许可。比赛当天有50人参加了比赛，20人进入第二轮，8人进入决赛。
1965年第一届比赛的一等奖为三千美元。2015年，一等奖的奖金为25,000欧元，二等奖的奖金为18,000欧元，三等奖的奖金为12,000欧元。其他决赛入围者将获得2,000欧元不等的奖励。

## 历届情况
| 年份            | 姓名                    | 名次   | 国籍     |
| --------------- | ----------------------- | ------ | -------- |
| 1965年 第一届   | 奥列格·卡甘             | 第一名 | 苏联     |
| 1965年 第一届   | 乔舒亚·爱普斯坦         | 第二名 | 以色列   |
| 1965年 第一届   | 瓦列里·格拉多夫         | 第三名 | 苏联     |
| 1970年 第二届   | 利亚娜·伊莎卡泽         | 第一名 | 苏联     |
| 1970年 第二届   | 帕维尔·科甘             | 第一名 | 苏联     |
| 1970年 第二届   | 奥托·阿尔明             | 第三名 | 加拿大   |
| 1975年 第三届   | 尤瓦尔·亚隆             | 第一名 | 以色列   |
| 1975年 第三届   | 伊利亚·格鲁贝特         | 第二名 | 苏联     |
| 1975年 第三届   | 尤金·瑟尔布             | 第三名 | 羅馬尼亞 |
| 1980年 第四届   | 维多利亚·穆洛娃         | 第一名 | 苏联     |
| 1980年 第四届   | 谢尔盖·斯塔德列尔       | 第二名 | 苏联     |
| 1980年 第四届   | 安德烈斯·卡尔德内斯     | 第三名 | 美国     |
| 1985年 第五届   | 伊利亚·卡列尔           | 第一名 | 苏联     |
| 1985年 第五届   | 莱昂尼达斯·卡瓦科斯     | 第一名 | 希腊     |
| 1985年 第五届   | 绍鲍迪·维尔莫什         | 第三名 | 匈牙利   |
| 1990年 第六届   | 克里斯蒂娜·安格列斯库   | 第二名 | 羅馬尼亞 |
| 1990年 第六届   | 西格伦·爱德华斯多蒂尔   | 第三名 | 冰島     |
| 1990年 第六届   | 田中晶子                | 第三名 | 日本     |
| 1995年 第七届   | 佩卡·库西斯托           | 第一名 | 芬兰     |
| 1995年 第七届   | 麗莎·巴蒂亞什維利       | 第二名 |          |
| 1995年 第七届   | 佐藤圓                  | 第三名 | 日本     |
| 1995年 第七届   | 尼古拉·齐奈德           | 第三名 | 丹麦     |
| 2000年 第八届   | 谢尔盖·哈恰特良         | 第一名 | 亞美尼亞 |
| 2000年 第八届   | 玉井菜採                | 第二名 | 日本     |
| 2000年 第八届   | 日下紗矢子              | 第三名 | 日本     |
| 2000年 第八届   | 王之炅                  | 第三名 | 中国     |
| 2005年 第九届   | 阿琳娜·波格斯金娜       | 第一名 | 德国     |
| 2005年 第九届   | 陈佳峰                  | 第二名 | 中国     |
| 2005年 第九届   | 申铉洙                  | 第三名 |          |
| 2005年 第九届   | 文薇                    | 第三名 | 中国     |
| 2010年 第十届   | 尼基塔·鲍里索格列布斯基 | 第一名 | 俄羅斯   |
| 2010年 第十届   | 佩特里·伊沃宁           | 第二名 | 芬兰     |
| 2010年 第十届   | 柳爱莎                  | 第三名 | 美国     |
| 2015年 第十一届 | 克莉丝黛尔·李           | 第一名 | 美国     |
| 2015年 第十一届 | 埃曼努埃尔·捷克纳沃里安 | 第二名 | 奥地利   |
| 2015年 第十一届 | 弗雷德里克·施塔克洛夫   | 第三名 | 德国     |
| 2022年 第十二届 | 梁仁模                  | 第一名 |          |
| 2022年 第十二届 | Nathan Meltzer          | 第二名 | 美国     |
| 2022年 第十二届 | Dmytro Udovychenko      | 第三名 | 乌克兰   |